# Snowboard-Juniorenweltmeisterschaften 2013
Die 17. FIS-Snowboard-Juniorenweltmeisterschaften fand vom 28. Februar bis 11. März 2013 in Erzurum in der Türkei statt. Ausgetragen wurden Wettkämpfe im Parallelslalom (PSL), Parallel-Riesenslalom (PGS), Snowboardcross (SBX), Slopestyle (SBS) und in der Halfpipe (HP). Der Mannschaftswettbewerb im Snowboardcross wurde während der WM abgesagt. Teilnahmeberechtigt für PSL, PGS und SBX waren die Jahrgänge 1993–1997 und für HP und SBS die Jahrgänge 1993–1999.
Erzurum war zuvor bereits Austragungsort der Nordischen Junioren-Skiweltmeisterschaften 2012 und in diesem Rahmen der 7. U-23-Langlauf-Weltmeisterschaften gewesen.

## Programm
| Datum          | Damen             | Damen             | Herren            | Herren               |
| -------------- | ----------------- | ----------------- | ----------------- | -------------------- |
| 1. März (Fr.)  |                   |                   |                   |                      |
| 13:15          | SBX Training      | 10:15             | SBX Training      |                      |
| 2. März (Sa.)  |                   |                   |                   |                      |
| 13:25          | SBX Qualifikation | 09:55             | SBX Qualifikation |                      |
|                | Eröffnungsfeier   |                   |                   |                      |
| 3. März (So.)  |                   |                   |                   |                      |
| 12:25          | SBX Finale        | SBX Finale        | SBX Finale        |                      |
| 4. März (Mo.)  | 09:00             | PGS Training      | PGS Training      | PGS Training         |
| 4. März (Mo.)  | 12:25             | SBX Mannschaft    | SBX Mannschaft    | SBX Mannschaft       |
| 5. März (Di.)  | 10:00             | HP Training       | HP Training       | HP Training          |
| 5. März (Di.)  | 10:00             | PGS Training      | PGS Training      | PGS Training         |
| 6. März (Mi.)  | 08:55             | PGS Qualifikation | PGS Qualifikation | PGS Qualifikation    |
| 6. März (Mi.)  | 10:00             | HP Training       | HP Training       | HP Training          |
| 6. März (Mi.)  | 13:00             | PGS Finale        | PGS Finale        | PGS Finale           |
| 6. März (Mi.)  | 13:00             | PGS Training      | PGS Training      | PGS Training         |
| 7. März (Do.)  | 0                 | 0                 | 08:35             | HP Qualifikation I   |
| 7. März (Do.)  | 08:55             | PSL Qualifikation | PSL Qualifikation | PSL Qualifikation    |
| 7. März (Do.)  | 09:00             | SBS Training      | 10:30             | HP Qualifikation II  |
| 7. März (Do.)  | 12:20             | HP Qualifikation  | 0                 | 0                    |
| 7. März (Do.)  | 13:00             | PSL Finale        | PSL Finale        | PSL Finale           |
| 7. März (Do.)  | 0                 | 0                 | 13:00             | SBS Training         |
| 8. März (Do.)  | 10:10             | HP Halbfinale     | HP Halbfinale     | HP Halbfinale        |
| 8. März (Do.)  | 13:00             | HP Finale         | HP Finale         | HP Finale            |
| 9. März (Fr.)  | 0                 | 0                 | 08:40             | SBS Qualifikation I  |
| 9. März (Fr.)  | 0                 | 0                 | 10:30             | SBS Qualifikation II |
| 9. März (Fr.)  | 12:20             | SBS Qualifikation | 0                 | 0                    |
| 10. März (Sa.) | 10:10             | SBS Halbfinale    | SBS Halbfinale    | SBS Halbfinale       |
| 10. März (Sa.) | 13:00             | SBS Finale        | SBS Finale        | SBS Finale           |
| 10. März (Sa.) | Abschlussfeier    |                   |                   |                      |

## Ergebnisse Frauen

### Parallelslalom
| Platz | Land        | Sportlerin          | Punkte |
| ----- | ----------- | ------------------- | ------ |
| 1     | Tschechien  | Ester Ledecká       | 360,00 |
| 2     | Deutschland | Cheyenne Loch       | 288,00 |
| 3     | Russland    | Natalja Sobolewa    | 216,00 |
| 4     | Österreich  | Tanja Brugger       | 180,00 |
| 5     | Schweiz     | Ladina Jenny        | 162,00 |
| 6     | Russland    | Waleria Ptuchina    | 144,00 |
| 7     | Italien     | Nadya Ochner        | 129,60 |
| 8     | Deutschland | Carolin Langenhorst | 115,20 |

Datum: 7. März 2013
10.  Ramona Hofmeister 

13.  Melanie Hochreiter 

15.  Nicole Baumgartner 

23.  Larissa Gasser

### Parallel-Riesenslalom
| Platz | Land        | Sportlerin          | Punkte |
| ----- | ----------- | ------------------- | ------ |
| 1     | Tschechien  | Ester Ledecká       | 360,00 |
| 2     | Österreich  | Tanja Brugger       | 288,00 |
| 3     | Italien     | Nadya Ochner        | 216,00 |
| 4     | Deutschland | Cheyenne Loch       | 180,00 |
| 5     | Russland    | Natalja Sobolewa    | 162,00 |
| 6     | Schweiz     | Nicole Baumgartner  | 144,00 |
| 7     | Schweiz     | Ladina Jenny        | 129,60 |
| 8     | Deutschland | Carolin Langenhorst | 115,20 |

Datum: 6. März 2013
11.  Ramona Hofmeister 

14.  Melanie Hochreiter 

25.  Larissa Gasser 

### Snowboardcross
| Platz | Land       | Sportlerin       | Punkte |
| ----- | ---------- | ---------------- | ------ |
| 1     | Tschechien | Eva Samková      | 500,00 |
| 2     | Frankreich | Chloé Trespeuch  | 400,00 |
| 3     | Italien    | Michela Moioli   | 300,00 |
| 4     | Frankreich | Lorelei Schmitt  | 250,00 |
| 5     | Kanada     | Tess Critchlow   | 225,00 |
| 6     | Schweiz    | Debbie Pleisch   | 200,00 |
| 7     | Kanada     | Zoe Bergermann   | 180,00 |
| 8     | Italien    | Sofia Belingheri | 160,00 |

Datum: 3. März 2013
12.  Sophia Ganahl 

14.  Jenny Pleisch 

15.  Khristina Neussner 

17.  Katharina Neussner 

19.  Christina Holzer 

23.  Rebecca Müller 

### Halfpipe
| Platz | Land       | Sportlerin      | Punkte |
| ----- | ---------- | --------------- | ------ |
| 1     | Frankreich | Emma Bernard    | 360,00 |
| 2     | Schweiz    | Verena Rohrer   | 288,00 |
| 3     | Frankreich | Lucile Lefevre  | 216,00 |
| 4     | Japan      | Misa Honda      | 180,00 |
| 5     | Japan      | Aya Sato        | 162,00 |
| 6     | Frankreich | Chloé Sillières | 144,00 |
| 7     | Schweiz    | Lea Djukic      | 129,60 |
| 8     | Frankreich | Lou Chabelard   | 115,20 |

Datum: 8. März 2013
13.  Celia Petrig 

16.  Loranne Smans

### Slopestyle
| Platz | Land       | Sportlerin      | Punkte |
| ----- | ---------- | --------------- | ------ |
| 1     | Kanada     | Laurie Blouin   | 360,00 |
| 2     | Frankreich | Chloé Sillières | 288,00 |
| 3     | Schweiz    | Celia Petrig    | 216,00 |
| 4     | Finnland   | Elli Pikkujämsä | 180,00 |
| 5     | Kanada     | Jenna Blasman   | 162,00 |
| 6     | Belgien    | Loranne Smans   | 144,00 |
| 7     | Ungarn     | Anna Gyarmati   | 129,60 |
| 8     | Slowakei   | Klaudia Medlová | 115,20 |

Datum: 10. März 2013
12.  Lea Djukic 

## Ergebnisse Männer

### Parallel-Slalom
| Platz | Land        | Sportler            | Punkte |
| ----- | ----------- | ------------------- | ------ |
| 1     | Deutschland | Stefan Baumeister   | 360,00 |
| 2     | Russland    | Waleri Kolegow      | 288,00 |
| 3     | Kanada      | Indrik Trahan       | 216,00 |
| 4     | Russland    | Dmitri Taimulin     | 180,00 |
| 5     | Österreich  | Lukas Schneeberger  | 162,00 |
| 6     | Österreich  | Daniel Krebs        | 144,60 |
| 7     | Ukraine     | Oleksandr Belinskyy | 129,60 |
| 8     | Italien     | Hannes Hofer        | 115,20 |

Datum: 7. März 2013
10.  Christian Hupfauer 

12.  Dario Caviezel 

32.  Aron Juritz

### Parallel-Riesenslalom
| Platz | Land        | Sportler            | Punkte |
| ----- | ----------- | ------------------- | ------ |
| 1     | Österreich  | Daniel Krebs        | 360,00 |
| 2     | Ukraine     | Oleksandr Belinskyy | 288,00 |
| 3     | Deutschland | Stefan Baumeister   | 216,00 |
| 4     | Italien     | Luca Tresoldi       | 180,00 |
| 5     | Niederlande | Tomas Valk          | 162,00 |
| 6     | Russland    | Waleri Kolegow      | 144,00 |
| 7     | Kanada      | Indrik Trahan       | 129,60 |
| 8     | Russland    | Dmitri Taimulin     | 115,20 |

Datum: 6. März 2013
10.  Lukas Schneeberger 

15.  Dario Caviezel 

19.  Christian Hupfauer 

20.  Aron Juritz

### Snowboardcross
| Platz | Land       | Sportler             | Punkte |
| ----- | ---------- | -------------------- | ------ |
| 1     | Spanien    | Lucas Eguibar        | 400,00 |
| 2     | Österreich | Alessandro Hämmerle  | 320,00 |
| 3     | Schweiz    | Jérôme Lymann        | 240,00 |
| 4     | Schweiz    | Mario Suter          | 200,00 |
| 5     | Russland   | Alexander Guzatschew | 180,00 |
| 6     | Frankreich | Pierre Ramoin        | 160,00 |
| 7     | Frankreich | Robin Ligeon         | 144,00 |
| 8     | Österreich | Julian Lüftner       | 128,00 |

Datum: 3. März 2013
09.  Martin Nörl 

15.  Florian Jud 

18.  Sandro Perrenoud 

27.  Sebastian Jud

### Halfpipe
| Platz | Land               | Sportler           | Punkte |
| ----- | ------------------ | ------------------ | ------ |
| 1     | Japan              | Ikko Anai          | 360,00 |
| 2     | Slowenien          | Tim-Kevin Ravnjak  | 288,00 |
| 3     | Schweiz            | Lucien Koch        | 216,00 |
| 4     | Japan              | Yasuaki Yamagata   | 180,00 |
| 5     | Südkorea           | Lee Kwang-ki       | 162,00 |
| 6     | Kanada             | Michael Ciccarelli | 144,00 |
| 7     | Japan              | Raibu Katayama     | 129,60 |
| 8     | Vereinigte Staaten | Ryan Wachendorfer  | 115,00 |

Datum: 8. März 2013
09.  David Hablützel 

10.  Johannes Höpfl 

14.  Michael Schärer 

18.  Philipp Kundratitz 

19.  Luis Eckert 

20.  Johannes Handle 

27.  André Höflich 

31.  Jonas Bösiger 

37.  Roland Hörtnagl 

45.  Lou Staub 

51.  Stef van Deursen

### Slopestyle
| Platz | Land               | Sportler           | Punkte |
| ----- | ------------------ | ------------------ | ------ |
| 1     | Kanada             | Tyler Nicholson    | 360,00 |
| 2     | Schweiz            | Lucien Koch        | 288,00 |
| 3     | Schweiz            | Jonas Bösiger      | 216,00 |
| 4     | Australien         | Cameron Staveley   | 180,00 |
| 5     | Slowenien          | Jan Kralj          | 162,00 |
| 6     | Slowenien          | Filip Kavčič       | 144,00 |
| 7     | Vereinigte Staaten | Ryan Wachendorfer  | 129,60 |
| 8     | Kanada             | Michael Ciccarelli | 115,20 |

Datum: 10. März 2013
10.  David Hablützel 

12.  Philipp Kundratitz 

16.  Simon Bürki 

22.  Michael Schärer 

24.  Lou Staub 

25.  Luis Eckert 

29.  Roland Hörtnagl 

30.  Stefan Spiss 

38.  Florian Prietl 

46.  André Höflich

## Medaillenspiegel
| Platz | Land        | Gold | Silber | Bronze | Gesamt |
| ----- | ----------- | ---- | ------ | ------ | ------ |
| 1     | Tschechien  | 3    | -      | -      | 3      |
| 2     | Kanada      | 2    | -      | 1      | 3      |
| 3     | Frankreich  | 1    | 2      | 1      | 4      |
| 4     | Österreich  | 1    | 2      | -      | 3      |
| 5     | Deutschland | 1    | 1      | 1      | 3      |
| 6     | Spanien     | 1    | -      | -      | 1      |
| 6     | Japan       | 1    | -      | -      | 1      |
| 8     | Schweiz     | -    | 2      | 4      | 6      |
| 9     | Russland    | -    | 1      | 1      | 2      |
| 10    | Ukraine     | -    | 1      | -      | 1      |
| 10    | Slowenien   | -    | 1      | -      | 1      |
| 12    | Italien     | -    | -      | 2      | 2      |
|       | Gesamt      | 10   | 10     | 10     | 30     |